# Blayney
Blayney – miasto w Australii, w stanie Nowa Południowa Walia.